# Alexandru Jucenco
Alexandru Jucenco (n. 25 septembrie 1935, Essentuki, RSFS Rusă, URSS – d. 1 iunie 2013, Moscova, Rusia) a fost un genetician sovietic moldovean și rus, care a fost ales ca membru titular al Academiei de Științe a Moldovei. Membru PCUS.
În perioada 10 iunie 1977 - 9 noiembrie 1989 a îndeplinit funcția de președinte al Academiei de Științe a Moldovei.
La 7 august 1978, a fost creat Consiliul republican de coordonare a problemelor științifico-tehnice, avându-l ca președinte pe academicianul Alexandru Jucenco.
În anul 1985 a fost creat Institutul de Genetică Ecologică, primul său director fiind academicianul Alexandru Jucenco. La 30 decembrie 1985, a fost dat în exploatare blocul
Institutului de Genetică Ecologică.